# Casa de locos
Casa de locos, o Manicomio, es un óleo sobre tabla de pequeño formato que pintó Francisco de Goya entre 1812 y 1819 y que representa un manicomio donde distintos enfermos mentales aparecen en actitudes diversas. 

## Análisis del cuadro
En el marco de una arquitectura piranesiana y claustrofóbica, cuya única luz al exterior es una alta ventana con barrotes, de carácter claramente represor, se encuentran enfermos mentales que representan distintos personajes: uno —al parecer salvaje— tocado de plumas en la cabeza, otro con tricornio, uno más con tiara papal que hace el gesto de bendecir hacia el espectador, muchos otros desnudos... todos ellos en actividades grotescas y patéticas.
El tema de los establecimientos psiquiátricos estaba en las tertulias de los ilustrados españoles, y podría este cuadro suponer una denuncia del estado contemporáneo de estas instituciones de beneficencia. En todo caso Goya siempre se sintió atraído por la representación de la locura, la deformidad o las perversiones. También puede interpretarse en clave alegórica, como una galería paródica de los estamentos emblemáticos del poder social: el clero, el ejército —hay un hombre que pelea desnudo y porta un tricornio—. La escena desarrollaría el tópico del «mundo al revés», y se relacionaría con las estampas de Los disparates.
Goya ya había tratado el tema en otra pintura de 1793 titulada Corral de locos, pero ahora la variedad es mayor, los personajes son menos dementes y menos pintorescos, claramente caracterizados como tales que unas pobres víctimas de la marginación y el rechazo. Reviste a estos hombres que se afanan a principios del siglo XIX de una mayor humanidad y están más individualizados.